# Pfarrkirche Straß im Straßertale

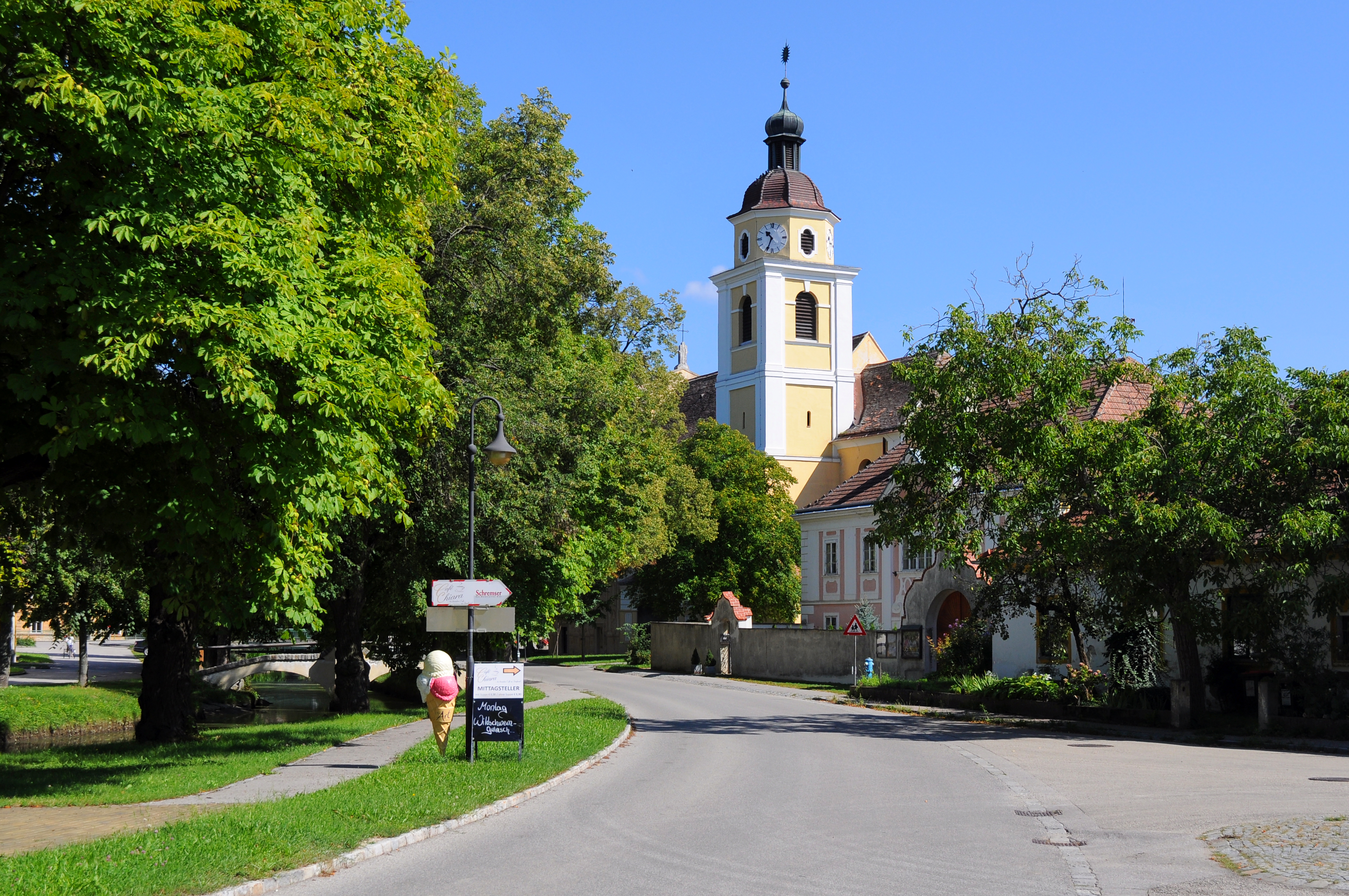
Kath. Pfarrkirche Mariä Himmelfahrt in Straß im Straßertale, vom Marktplatz aus gesehen

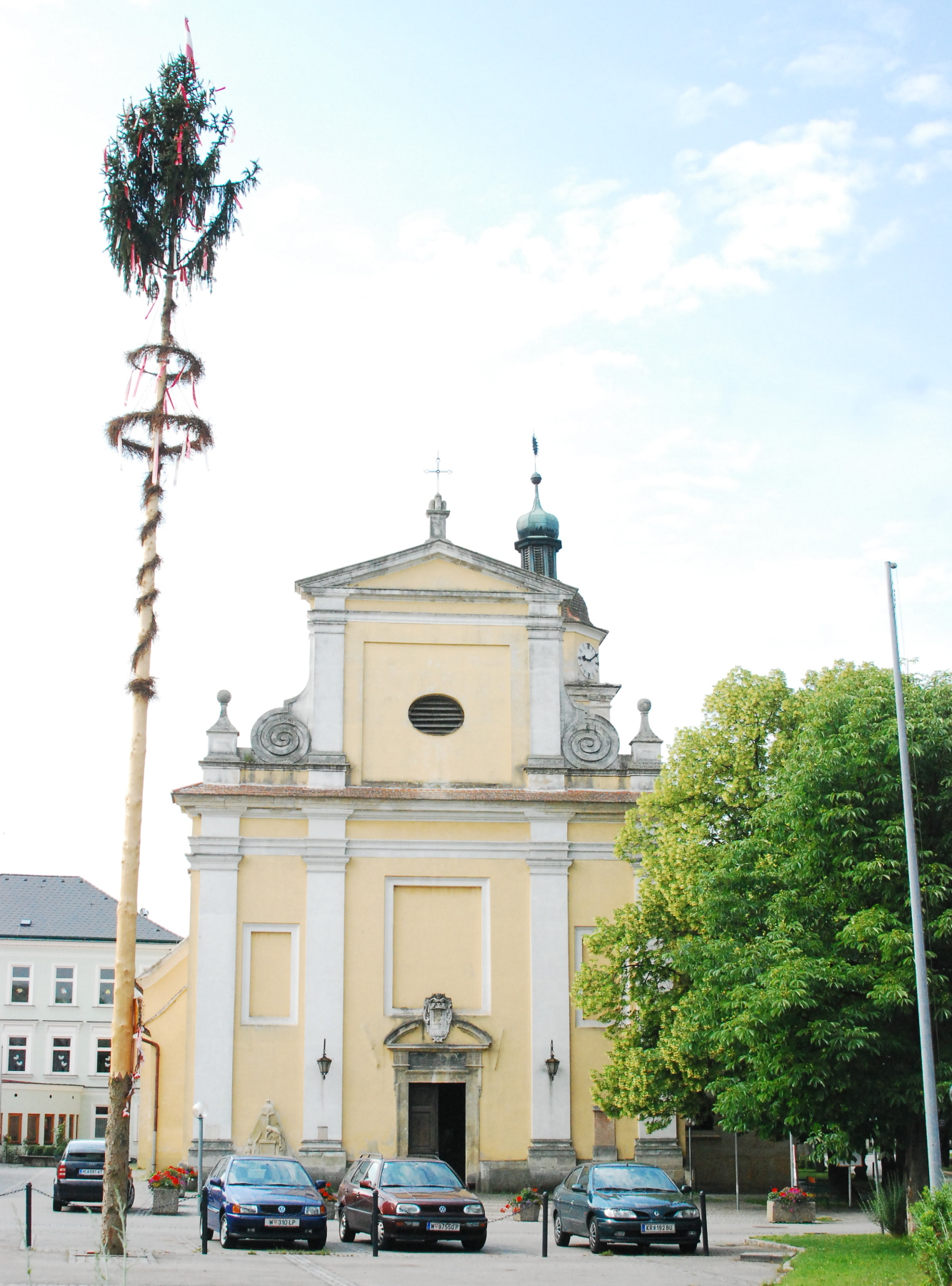
Giebelfront zum Marktplatz

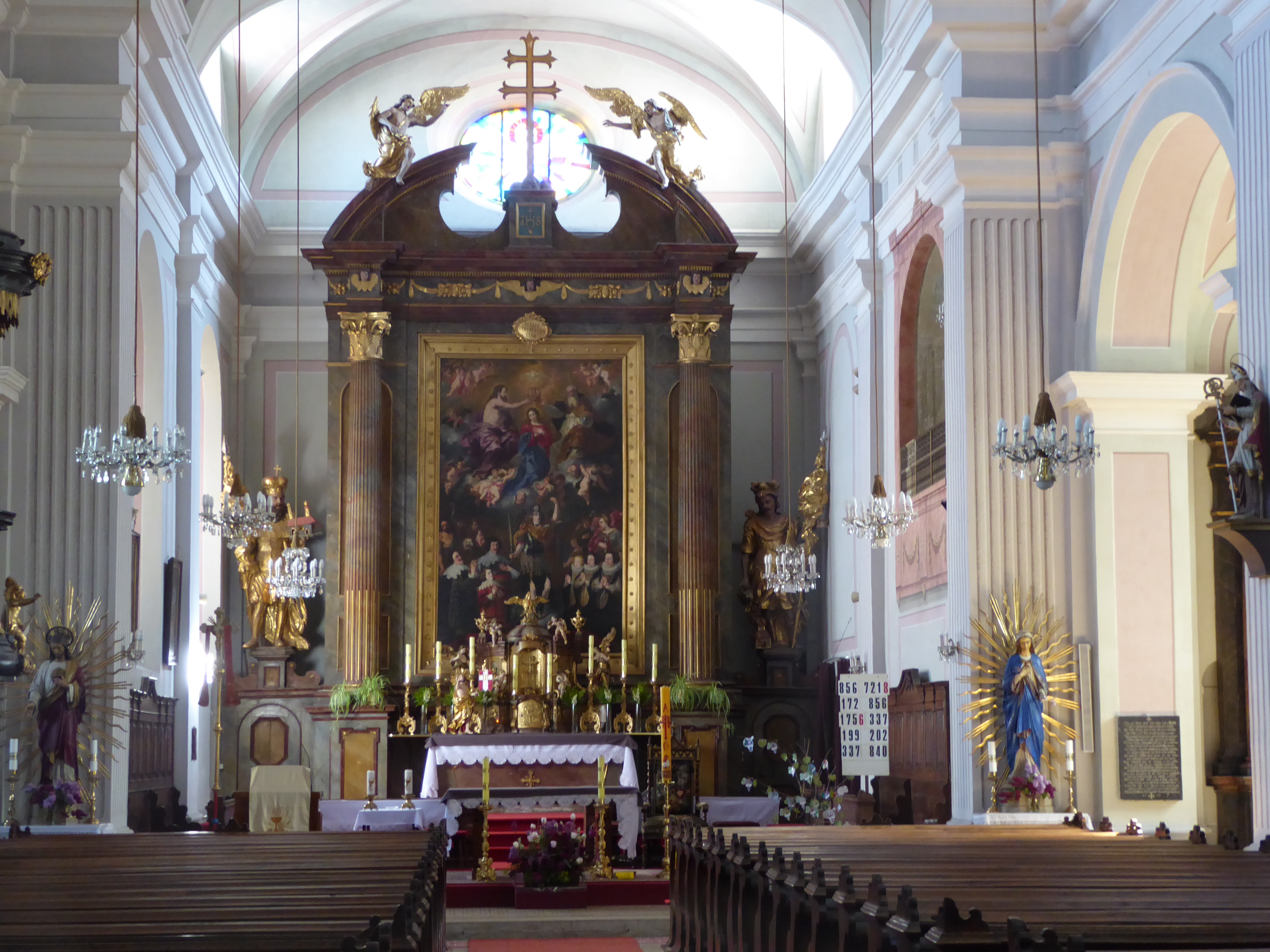
Im Langhaus zum Chor

Die römisch-katholische Pfarrkirche Straß im Straßertale steht an der Südostecke des Marktplatzes von Straß im Straßertale in der Marktgemeinde Straß im Straßertale im Bezirk Krems-Land in Niederösterreich. Die zur Ehren Mariä Himmelfahrt geweihte Kirche gehört zum Dekanat Hadersdorf im Vikariat Unter dem Manhartsberg der Erzdiözese Wien. Die Kirche steht unter Denkmalschutz.

## Geschichte
Urkundlich wurde 1299 ein Pfarrer von Falkenberg und 1335 eine Pfarre von Falkental, heute Straßertal, als herrschaftliche Gründung genannt. 1627 ging die Pfarre an die Herrschaft Grafenegg. Die heutige, gesüdete(!) Straßer Pfarrkirche zur Ehren Mariä Himmelfahrt, wurde 1637/1638 „ex Fundamento auf griener Wasen“ von Johann Baptist Verda von Verdenberg, dem damaligen Inhaber der Herrschaft Grafenegg, unter finanzieller Beteiligung der Straßer Bürger, als Ersatz für die baufällige Pfarrkirche im ehemaligen Siedlungsgebiet errichtet. 1645 wurde die Kirche durch einen Brand im Zuge des Schwedeneinfalles beschädigt und unmittelbar darauf wiederhergestellt. Planender und ausführender Baumeister war Verdenbergs Hofbaumeister Matthias Piazol. 1666/1667 erfolgte ein Anbau der Loretokapelle mit Antonio Porta als Stiftung der Gräfin Anna Camilla von Enckevoirt. Die Kirche wurde 1963 restauriert. 1988 fand eine Außenrestaurierung statt.

## Architektur
Die frühbarocke Saalkirche mit einem Querschiff ist nach Süden ausgerichtet und hat einen Westturm sowie eine angebaute Loretokapelle. Der Bau dieser Loretokapelle entstand im Jahr 1666 auf Veranlassung von Anna Camilla von Enckevoirth, der Tochter des Kirchengründers, nachdem sie im Zuge einer Romreise auch Loreto (Marken) besucht hatte. Die Straßer Loretokapelle ist eine exakte Kopie des Originals inklusive einer Nachbildung des Loretokamins; es wurden sogar Risse und Schwärzungen, die anlässlich eines Sprengstoffanschlags entstanden sind, originalgetreu übertragen. Der Baumeister war Antonio Porta, die Malereien stammen von Wilhelm Ennderschin/Andschitz. Die Malereien im Inneren sind nur teilweise erhalten; sie drehen sich um die Madonna. Eine Darstellung zeigt Maria mit Papstkrone und Heiligenschein. Die Außenfresken wurden erst 1984 wiederentdeckt und danach restauriert; sie zeigen durch gemalte Säulen strukturierte Felder, in denen Motive aus der Bibel, Propheten und Sybillen zu sehen sind. Der barocke Hochaltar der Loretokapelle wurde erst 1706 durch den Sohn von Anna Camilla von Enkevoirth, gestiftet. In ihrem Mittelpunkt ist Maria als Schwarze Madonna mit Kind dargestellt, umgeben von ihren Eltern sowie von Putten; darüber Gott Vater und die Heiligen-Geist-Taube, darunter sind die Wappen beider des Sohns und seiner Frau abgebildet. Der Hochaltar steht hinter einer metallenen, silberfarbenen Abtrennung. Vor dem Hochaltar befindet sich ein Grab Christi.

## Ausstattung
Der Hochaltar um 1640 zeigt ein Hochaltarblatt aus 1635/1640 vom Verdenbergschen Hofmaler Friedrich Stoll mit einer Darstellung der Marienkrönung, des Erzengels Michael, mehrerer Heiliger sowie der Stifterfamilie Verderberg: Johann Baptist, Johann Peter, Ferdinand, Maria Katharina, Maria Anna. Der Hochaltar trägt die flankierenden Figuren Leopold und Florian um 1700.
Die Kreuzwegbilder malte Leopold Mitterhofer (1833).
Die Orgel baute Leopold Breinbauer (1897). Eine Glocke goss Balthasar Heroldt (1661).